# Ónix
Az ónix a mikrokristályos kvarcok vagy más néven kalcedonok egyik változata, félig átlátszó, és eltérő színű sávok díszítik.

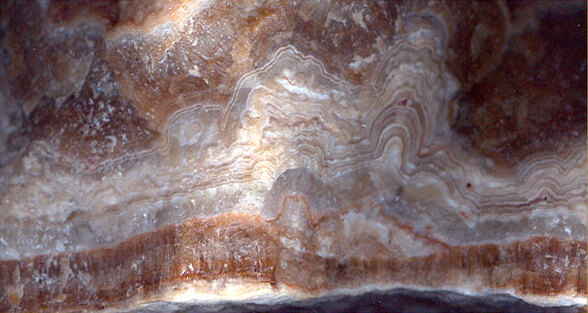
Nyers réteges onix

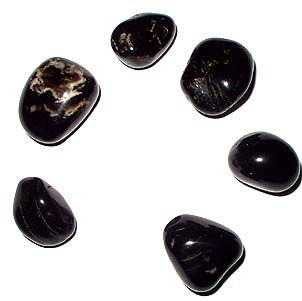
Csiszolt fekete ónix

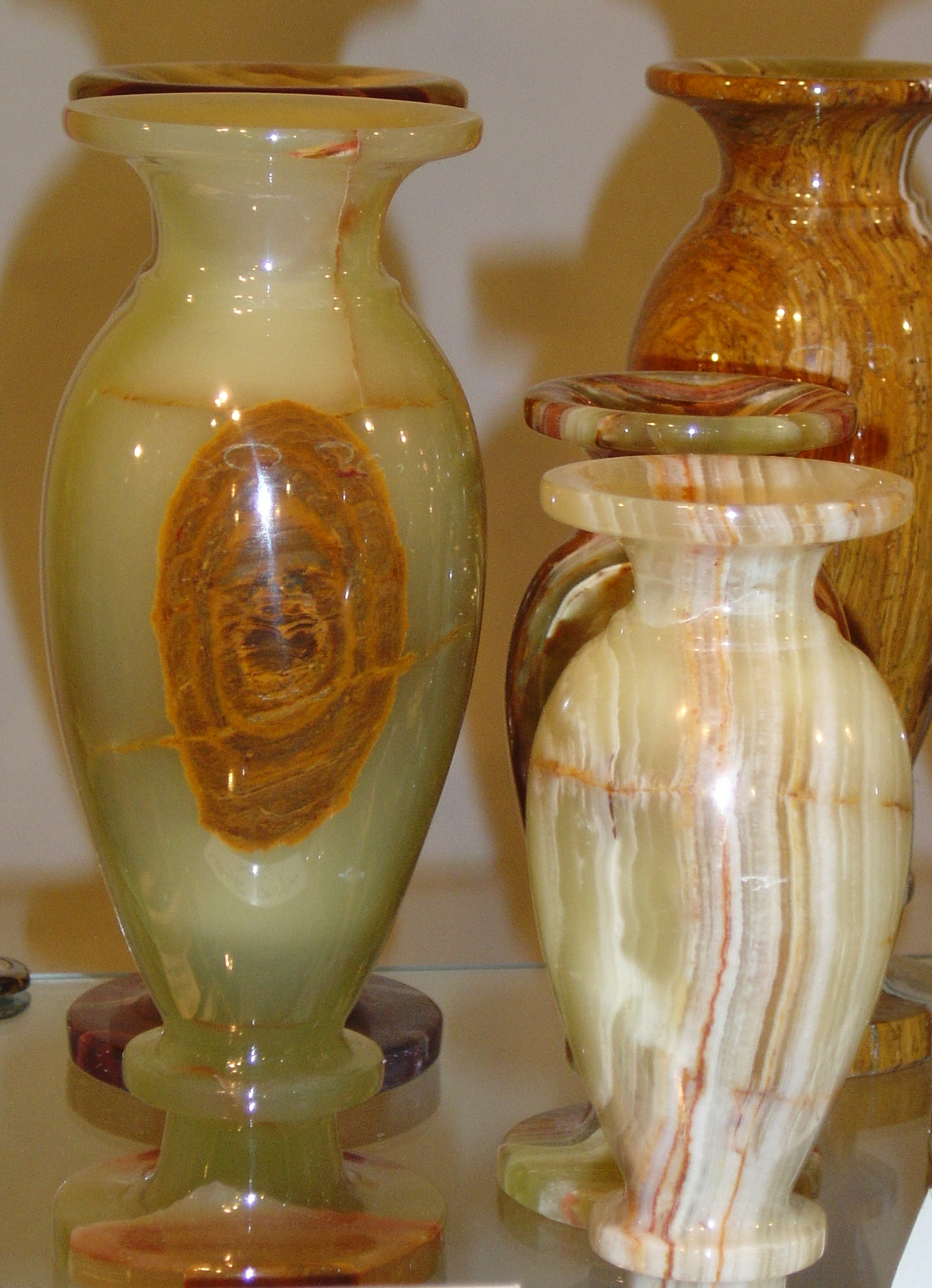
Ónixból készült vázák

## Leírása
A mikrokristályos kvarcnak számtalan változata ismert, melyek színükben és megjelenésükben különböznek egymástól. A különböző változatokat a drágakőtudomány önálló fajtáknak tekinti és külön névvel is nevezi őket. 
Elnevezését a görög onüksz (köröm, áttetsző) szóról kapta. Az onix elnevezés tulajdonképpen az egyenletes színű kalcedonra utal. Ma a fekete színű változat megnevezése, de az ónix elnevezést egyúttal a síklapokból álló réteges kalcedonokra is használják. Ezek közé tartoznak az úgynevezett lágen, vagy réteges kövek, melyek világosabb és sötétebb rétegek váltakozásából állnak, aszerint, hogy a sötétebb réteg milyen kalcedonváltozat, karneolónixról és szárdónixról beszélünk.
Az ónix már az ókorban is a drágakővésés kedvelt alapanyaga volt. 
A kalcedonfélék szerkezete lehetővé teszi e kövek festését is. A réteges szerkezet egyik rétege ugyanis fölveszi a festékréteget, a másik viszont nem és fehér marad. Festés céljára természetes, növényi anyagokat használnak.